# Alports syndrom
Alports syndrom, ärftlig nefrit, är en ärftlig njursjukdom som inledningsvis inte ger symptom för en drabbad individ utan upptäcks ofta av en slump vid hälsokontroll, då protein och röda blodkroppar mikroskopiskt hittas i urinen. Sjukdomen är progressiv och leder till en försämrad njurkapacitet tills njursvikt inställer sig. Sjukdomen är även associerad med hörselnedsättning hos de män som får sjukdomen. I vissa länder screenas nyfödda efter sjukdomen, bland annat i Finland.
Sjukdomen kan drabba både män och kvinnor, trots det drabbar sjukdomen män i högre grad, eftersom Alports syndrom orsakas av mutationer i en gen som sitter på X-kromosomen. Kvinnor har två X-kromosomer och har därför dubbla kopior av genen, vilket gör att den defekta genen kompenseras av en funktionell gen. Genen kallas för kollagen typ IV och leder till strukturella brister i njurens glomeruli, som är ansvarig för filtrering av blodet till urin.
Behandling för Alports syndrom består i förändringar av dieten och regelbunden dialys. Den enda behandling som kan bota Alports syndrom är transplantation av en ny njure.
Sjukdomen beskrevs och namngavs av den sydafrikanska läkaren Arthur Cecil Alport.